# Jecheon
Jecheon (Hán Việt: Đê Xuyên) là một thành phố thuộc tỉnh Chungcheong Bắc tại Hàn Quốc. Jecheon nằm ở phần phía bắc của tỉnh Chungcheong Bắc, giáp với thành phố Mungyeong ở phía nam, thành phố Wonju và huyện Yeongwol ở phía bắc. Thành phố được biết đến với các dãy núi và hồ sinh thái tươi đẹp. Thành phố là một đầu mối giao thông tàu hỏa chính với các tuyến Jungang, Chungbuk và Taebaek. Jecheon có cảnh vật bao quanh và một vài điểm du lịch như hồ Uirimji, hồ Cheongpung và khu văn hóa Cheongpung. Thành phố có đại học Semyung.

## Thành phố kết nghĩa
- Seocho-gu, Hàn Quốc
- Spokane, Washington, Hoa Kỳ
- Pasay, Philippines
- thành phố Ninh Bình, Việt Nam